# Henryk Orzyszek
Henryk Orzyszek (11. března 1935, Pawłów – 14. března 2021, Chořov) byl polský varhaník, organolog, pedagog a publicista.
Vystudoval Hudební akademii v Katovicích a Slezskou univerzitu. Působil jako pedagog na hudební škole v Zabrzu a jako varhaník evangelickém kostele Martina Luthera v Chořově. Roku 2003 dokončil liturgický chorálník Evangelicko-augsburské církve v Polské republice.
Publikoval řadu prací, zejména k dějinám hudby ve Slezsku. Je mj. autorem monografie Dzieje organów w kościołach ewangelickich Diecezji Katowickiej (2011).